# Tilletia puneana
Tilletia puneana är en svampart som beskrevs av Vánky 2005. Tilletia puneana ingår i släktet Tilletia och familjen Tilletiaceae.   Inga underarter finns listade i Catalogue of Life.